# Feng Lu

Feng Lu

Feng Lu (* 1979 in Harbin, Volksrepublik China) ist Bildhauer. Er fertigt Skulpturen aus Ton und Epoxidharz an. Er lebt und arbeitet in Berlin, Deutschland.

## Leben
Feng Lu begann schon als Kind in dem kargen Hinterhof seines Elternhauses humoristische Skulpturen aus Kreide zu formen.
Er begann sein Studium der Künste auf der Akademie für Bildung und Künste in Heilongjiang Province, Harbin (PR China) 1995 bis 1998.
Dann ging er nach Deutschland um das Studium der Bildhauerei im Jahre 2000 bei Christa Biederbick an der Johannes Gutenberg-Universität Mainz zu verfeinern und sich Gießtechniken anzueignen. Von 2001 bis 2003 studierte er bei Inge Mahn und Karin Sander an der Kunsthochschule Berlin-Weißensee. Dem folgte zwischen 2003 und 2005 ein Studium der Bildhauerei und Malerei bei Wolfgang Petrick an der Universität der Künste Berlin, wo er in den Jahren 2005 bis 2006 Meisterschüler war. 
Seit 2019 ist er Professor an der Hochschule der Künste Sichuan in China.

## Seine Kunst
Feng Lu formt seine Skulpturen zuerst in Ton. Wenn seine Skulptur mit Leben gefüllt ist und seinem inneren Bild entspricht, erstellt er eine Silikonkautschuk-Form, die dann mit Epoxidharz ausgegossen wird. Feng Lu bemalt dann die gegossene und getrocknete Epoxidharz-Form sehr fein und nach seinem Bild mit Ölfarben. So entsteht ein Modell und ein Ölbild als skulpturelles Kunstwerk. Ein Werk dauert vom Tag der ersten Bearbeitung mit Ton bis zur Fertigstellung mit Ölfarben Monate. Seine Arbeitsschritte sind so fein und kompliziert, das Hilfestellungen an seinen Werken unmöglich sind. So ist jeder Feng Lu ein echter Feng Lu. Er fertigt von jeder Skulptur 6 Originale an.

## Ausstellungen

### Einzelausstellungen
- 2016 Delight in Small Things, Galerie Michael Schultz, Berlin
- 2013 Traum und Wirklichkeit, Kunstkabinett Regensburg, Regensburg
- 2013 KULTUREN – KONTAKTE, Villa Streccius, Landau
- 2012 Believe Me and God Bless You, Galerie schultz contemporay, Berlin / Germany
- 2009 Dreizehn an einem Tisch, Galerie Michael Schultz, Berlin / Germany
- 2008 Der Mensch im Quadrat, Kunstkabinett Regensburg, Regensburg / Germany
- 2007 mitgehangen – mitgefangen, NBK Neuer Berliner Kunstverein, Berlin
- 2007 Stille Post, schultz contemporary, Berlin / Germany
- 2006 Laute Stille, Galerie FINEARTS CON.TRA, Berlin / Germany
- 2006 Galerie Töplitz, Werder an der Havel / Germany
- 2003 Bundesministerium für Justiz, Berlin / Germany
- 2002 Postfuhramt, Berlin / Germany
- 2001 Galerie M, Berlin / Germany

### Gruppenausstellungen
- 2015 Dancer in the Dark, schultz contemporary, Berlin
- 2014 Survivors, STIFTUNG STARKE im Löwenpalais, Berlin / Germany
- 2013 Dreams of China, Galerie Python, Zürich / Switzerland
- 2013 GRAND OPENING, curated group show, WOESKE GALLERY BERLIN
- 2013 Kulturen – Kontakte, Kunstverein Villa Streccius in Landau in der Pfalz e.V., Landau / Germany
- 2012 Berlin.Status (1), Künstlerhaus Bethanien, Berlin / Germany
- 2011 Menschenskinder – Wunder bei Walz selected by KUNSTKONTAKTER,
- 2011 Galerie Fasanen 37, Berlin / Germany
- 2011 stARTup in eine strahlende Zukunft, UF 6 Projects Berlin / Germany
- 2010 Silly Gooses Live in The Dark, UF 6 Projects, Berlin / Germany
- 2008 Kunst Körperlich, Körper Künstlich, Kunsthalle Osnabrück, Osnabrück / Germany
- 2006 durchgeknallt – UdK, Fahrradhalle, Offenbach; Kunstkabinett Regensburg, Regensburg / Germany
- 2005 Fünf Diamanten – Junge Berliner Kunst, Galerie VVM, Berlin / Germany
- 2005 Neue Berliner Künstler, Galerie Claudius, Hamburg / Germany
- 2005 Portrait, Stiftung Starke, Berlin / Germany
- 2003 Im Fluss, Berlin / Germany
- 2001 Bildhauersymposium, Salamanca / Spain

## Bibliographie
- Delight in Small Things, Hrsg. Galerie Michael Schultz, 2016
- CROSSING CHINA – LAND OF THE RISING ART SCENE 2014
- KULTUREN – KONTAKTE, Villa Streccius, Landau .2013
- Believe Me and God Bless You, Hrsg. schultz contemporary, Berlin 2012
- Berlin.Status (1), Ed. Sven Drühl, Christoph Tannert, Berlin 2012
- Kunst Körperlich, Körper Künstlich, Ed. Kunsthalle Osnabrück, Osnabrück 2008
- Stille Post, Ed. schultz contemporary, Berlin 2007